# Union Theater
Union Theater was een bioscoop op de Heiligeweg 34-36 in Amsterdam, de opening was op 4 maart 1911 en de sluiting op 31 januari 1930. Deze bioscoop was een van de eerste in Amsterdam. De zaalcapaciteit bedroeg 350 zitplaatsen in 1911.
"Een nieuw Cinematograaf-Theater", schreef het Nieuws van de Dag, op 28-10-1910. "Door den architect Simons, te 's-Gavenhage, is aanbesteed en gegund aan de aannemers Van der Vliet en Nieuwstad te Amsterdam het bouwen van een cinematograaf-theater aan den Heiligenweg te Amsterdam voor de 'Frankfurter Union Gesellschaft'. Met de afbraak van de vier daarvoor noodige perceelen is reeds begonnen. Deze perceelen zijn de twee huizen Heiligenweg 34 en 36 op den hoek van de Handboogstraat en de twee huisjes Handboogstraat 24 en 26.De zaal van het theater zal ongeveer 250 zitplaatsen beneden en 45 op een balcon tegenover het tooneel bevatten. In de Handboogstraat zullen de noodige nooduitgangen komen."